# Administração Transitória das Nações Unidas em Timor-Leste
```
   |-
       |
Erro:
:  
valor não especificado para "
nome_comum
"
```

A Administração Transitória das Nações Unidas em Timor-Leste (também chamada UNTAET por sua sigla em inglês) foi uma missão de paz da Organização das Nações Unidas implantada no país entre 1999 e 2002. O seu objetivo foi fornecer transitoriamente toda administração civil efetiva, incluindo a execução da autoridade legislativa, executiva e judicial. À época, o país passava por um processo político tumultuado que conduziu à sua independência. 

## História

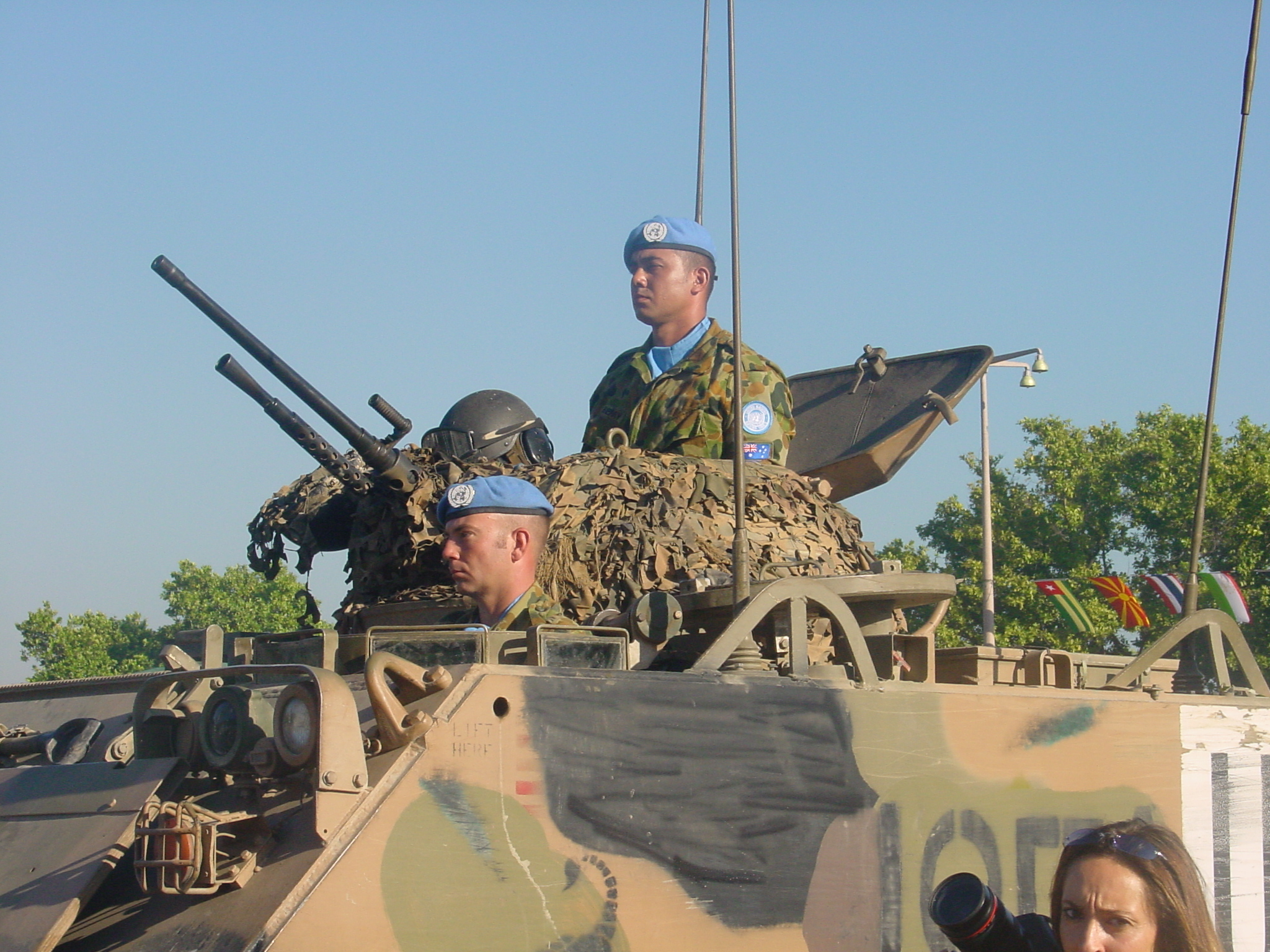
Soldados australianos em Timor-Leste sob o mandato da Organização das Nações Unidas, maio de 2002.

O mandato da UNTAET foi estabelecido pelas disposições da Resolução 1272 do Conselho de Segurança de 25 de outubro de 1999. Nessa resolução, o Conselho decidiu que a UNTAET, além de lidar com a administração geral de Timor-Leste, deveria manter a ordem pública, estabelecer uma administração eficaz, contribuir para o desenvolvimento dos serviços civis e sociais, realizar trabalhos de ajuda humanitária, promover o autogoverno e ajudar para o desenvolvimento sustentável da economia local.
A missão estabeleceu a sua sede em Díli. Teve autorização para implantar até 9 150 militares e 1 640 polícias civis. Além disso contou, até março de 2002, com o apoio de 737 estrangeiros e 1 745 locais como funcionários civis das Nações Unidas. Um total de vinte e nove países diferentes contribuíram com pessoal militar para a missão e trinta e nove enviaram policiais. A UNTAET sofreu dezassete baixas mortais: quinze militares, um policial e um observador militar.
A UNTAET, criada a 25 de outubro de 1999, foi extinta a 20 de maio de 2002 com a maioria das suas funções passadas para o governo de Timor-Leste. As forças militares e policiais foram transferidas para a recém-criada Missão das Nações Unidas de Apoio a Timor-Leste (UNMISET).